# Puchar Kontynentalny w kombinacji norweskiej 2006/2007
Sezon 2006/2007 Pucharu Kontynentalnego w kombinacji norweskiej rozpoczął się 9 grudnia 2006 w amerykańskim Steamboat Springs, zaś ostatnie zawody z tego cyklu zaplanowane zostały na 18 marca 2007 w fińskiej Ruce. W kalendarzu znalazło się osiemnaście konkursów, w tym osiem sprintów, cztery starty masowe, pięć metodą Gundersena i jeden konkurs drużynowy.
Pierwotnie cykl ten nosił nazwę Pucharu Świata B, jednak w 2008 roku zmieniono ją na Puchar Kontynentalny. Tytułu najlepszego zawodnika bronił Niemiec Florian Schillinger. W sezonie tym najlepszy okazał się Norweg Einar Uvsløkk.

## Kalendarz i wyniki
| Lp  | Data             | Miejscowość       | Konkurencja                    | 1. miejsce                          | 2. miejsce                             | 3. miejsce                                |
| --- | ---------------- | ----------------- | ------------------------------ | ----------------------------------- | -------------------------------------- | ----------------------------------------- |
| 1.  | 9 grudnia 2006   | Steamboat Springs | Gundersen HS127/15 km          | Lukas Klapfer                       | Brett Camerota                         | Tino Edelmann                             |
| 2.  | 10 grudnia 2006  | Steamboat Springs | Sprint HS127/7,5 km            | Tino Edelmann                       | Christian Beetz                        | Mathieu Martinez                          |
| 3.  | 15 grudnia 2006  | Park City         | Sprint HS134/7,5 km            | Tino Edelmann                       | Lukas Klapfer                          | Nicolas Bal                               |
| 4.  | 16 grudnia 2006  | Park City         | Sprint huraganowy HS134/7,5 km | Tino Edelmann                       | Nicolas Bal                            | Steffen Tepel                             |
| 5.  | 20 grudnia 2006  | Lake Placid       | Start masowy HS100/10 km       | Tomaz Druml                         | Tino Edelmann                          | Nicolas Bal                               |
| 6.  | 21 grudnia 2006  | Lake Placid       | Sprint HS100/2x7 km drużynowo  | Austria Lukas Klapfer · Tomaz Druml | Czechy Aleš Vodseďálek · Martin Skopek | Włochy Jochen Strobl · Giuseppe Michielli |
| 7.  | 8 stycznia 2007  | Klingenthal       | Sprint HS140/7,5 km            | Alfred Rainer                       | Tomaz Druml                            | Eric Frenzel                              |
| 8.  | stycznia 2007    | Klingenthal       | Gundersen HS140/15 km          | odwołany                            | odwołany                               | odwołany                                  |
| 9.  | 13 stycznia 2007 | Chaux-Neuve       | Sprint HS100/7,5 km            | Jens Gaiser                         | Sébastien Lacroix                      | Dejan Plevnik                             |
| 10. | 14 stycznia 2007 | Chaux-Neuve       | Gundersen HS100/15 km          | Jens Gaiser                         | Andreas Hurschler                      | Matthias Menz                             |
| 11. | 18 stycznia 2007 | Val di Fiemme     | Start masowy HS106/10 km       | Jens Kaufmann                       | Marcel Höhlig                          | Alfred Rainer                             |
| 12. | 19 stycznia 2007 | Val di Fiemme     | Start masowy HS106/10 km       | Matthias Menz                       | Eric Camerota                          | Jonathan Felisaz                          |
| 13. | 9 marca 2007     | Stryn             | Sprint HS100/7,5 km            | David Zauner                        | Thomas Kjelbotn                        | Mikko Kokslien                            |
| 14. | 10 marca 2007    | Stryn             | Gundersen HS100/15 km          | Einar Uvsløkk                       | Steffen Tepel                          | Tommy Schmid                              |
| 15. | 11 marca 2007    | Stryn             | Sprint HS100/7,5 km            | Mikko Kokslien                      | Steffen Tepel                          | Einar Uvsløkk                             |
| 16. | 17 marca 2007    | Ruka              | Start masowy HS142/10 km       | Marco Kühne                         | Einar Uvsløkk                          | Sébastien Lacroix                         |
| 17. | 17 marca 2007    | Ruka              | Sprint huraganowy HS142/7,5 km | Einar Uvsløkk                       | Christian Beetz                        | Sébastien Lacroix                         |
| 18. | 18 marca 2007    | Ruka              | Gundersen HS142/15 km          | Einar Uvsløkk                       | Christian Beetz                        | Steffen Tepel                             |

## Klasyfikacje
| Lp. | Zawodnik          | Punkty |
| 1.  | Einar Uvsløkk     | 665    |
| 2.  | Steffen Tepel     | 543    |
| 3.  | Mikko Kokslien    | 481    |
| 4.  | Marco Kühne       | 478    |
| 5.  | Christian Beetz   | 452    |
| 6.  | Sébastien Lacroix | 435    |
| 7.  | Jonathan Felisaz  | 390    |
| 8.  | Lukas Klapfer     | 370    |
| 9.  | Matthias Menz     | 319    |
| 10. | David Zauner      | 300    |